# Eunectes deschauenseei
Espèce
Statut de conservation UICN

 DD  : Données insuffisantes
Statut CITES
Eunectes deschauenseei est une espèce de serpents de la famille des Boidae. En français il est nommé Anaconda de Deschauense ou Anaconda à taches sombres.

## Répartition
Cette espèce se rencontre en Guyane et au Brésil au Pará et en Amapá.

## Description
Il peut mesurer, à l'âge adulte, jusqu'à 3 mètres.

## Étymologie
Cette espèce est nommée en l'honneur de Rodolphe Meyer de Schauensee.

## Publication originale
- Dunn & Conant, 1936 : Notes on anacondas, with descriptions of two new species. Proceedings of the Academy of Natural Sciences of Philadelphia, vol. 88, p. 503-506.